# Muscisaxicola fluviatilis
Muscisaxicola fluviatilis là một loài chim trong họ Tyrannidae.